# 한국과학기술정보연구원
한국과학기술정보연구원(韓國科學技術情報硏究院, Korea Institute of Science and Technology Information, KISTI)은 과학기술 R&D 인프라의 체계적인 구축을 통한 국가 경쟁력 확보를 위해 출범한 과학기술정보통신부 산하 국가과학기술연구회 소관의 연구기관이다. 본원은 대전광역시 유성구 대학로 245, 서울분원은 서울특별시 동대문구 회기로 66에 있다. 한민족과학기술자네트워크를 운영하고 있다.

## 임무
과학기술 지식정보인프라의 연구개발 및 서비스체계를 확립하여 국가 과학기술 진흥과 산업의 발전 및 국민복지 증진에 기여한다.
- 과학 기술 및 이와 관련된 산업정보의 종합적인 수집 분석 관리
- 정보의 관리 및 유통에 관한 기술·정책·표준화 등의 전문적인 조사·연구
- 과학 및 산업기술 연구개발 인프라의 체계적인 구축·운영
- 주요 기능과 역할

① 정보분석분야: 국가전략기술 정보분석 및 지원체계 확립, 선진 정보분석 기법과 방법론의 개발 및 연구
② 과학기술정보분야: 국가 과학기술 지식정보 유통체계 확립, 국내외 핵심기술정보의 개발·수집·관리, 국가종합정보유통시스템의 구축 및 운영, 차세대 정보유통기술의 연구개발·적용
③ 슈퍼컴퓨팅분야: 슈퍼컴퓨팅인프라의 개발·운영체계 확립, 고성능 슈퍼컴퓨팅시스템의 도입 및 제공, 국가 초고속 연구망의 구축 및 운영, Cyber R&D 응용기술의 개발 및 적용 등이다.

## 슈퍼컴퓨터
1988년 KISTI는 2 기가플롭스 속도인 국내 1호 슈퍼컴퓨터 Cray-2S를 미국에서 도입했다.
"세계 슈퍼컴퓨터 톱 500" 순위는 매년 6월과 11월 두차례 발표된다. 2010년 5월 31일 독일 함부르크에서 개최된 국제슈퍼컴퓨팅컨퍼런스(ISC’10)에서 제35차 슈퍼컴 리스트가 발표되었다. 대한민국 최고 속도의 슈퍼컴퓨터는 "KISTI 슈퍼컴퓨터 4호기"로서, 세계 15위를 기록했다. 대한민국이 보유한 슈퍼컴으로는 유일하게 500위 내에 들었다. 썬마이크로시스템즈 제품이며 300 테라플롭스의 속도를 낸다.
한편, 대한민국 기상청은 국가기상슈퍼컴퓨터센터에 기상청 슈퍼컴 3호기를 도입중이다. 2010년 말까지 대한민국 최고 속도의 슈퍼컴퓨터인 "기상청 슈퍼컴퓨터 3호기"가 설치될 예정으로, 미국 크레이사의 XT5-베이커가 선정되었다. 2005년 11월 도입된 기상청 슈퍼컴퓨터 2호기 성능의 37배로서 CPU 9만개, 속도는 682.9 테라플롭스이다.
대한민국에는 정부 운영 슈퍼컴퓨터가 KISTI, 기상청 두 곳 뿐이다. KISTI 슈퍼컴은 중소기업과 대학이 사용하는 반면에, 기상청 슈퍼컴은 그렇지 못했는데, 기상청 슈퍼컴 3호기부터는 KISTI 슈퍼컴처럼 중소기업과 대학에 개방할 계획이다. 2010년 기준으로 3번째 정부 운영 슈퍼컴퓨터로 공군 슈퍼컴퓨터 도입사업이 진행 중이다. 20 테라플롭스 속도의 슈퍼컴을 공군에서 도입하려고 한다.

## 연혁

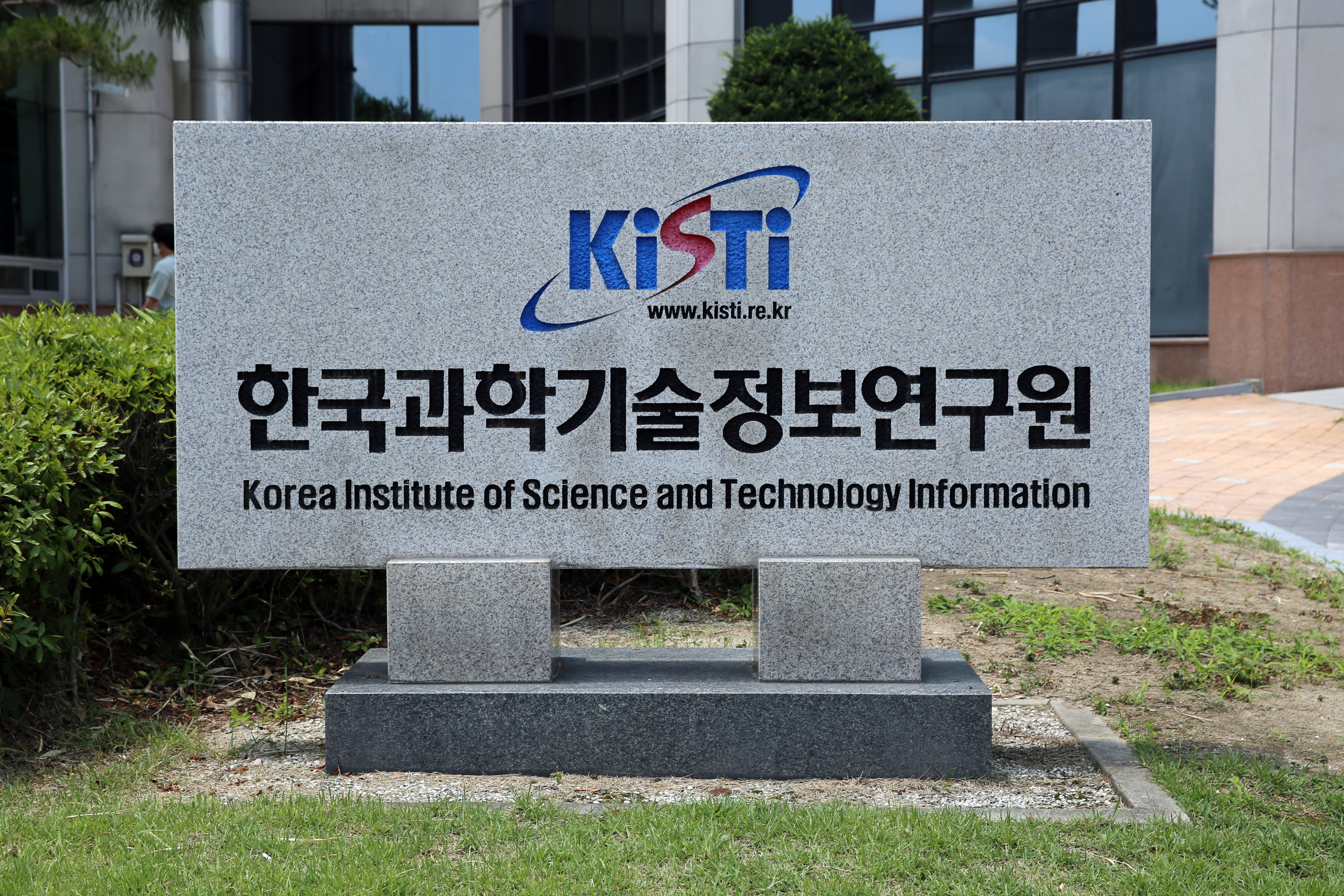
한국과학기술정보연구원

- 1962년 1월 한국과학기술정보센터(KORSTIC) 설립
- 1969년 5월 한국과학기술정보센터육성법 제정
- 1982년 1월 국제경제연구원(KIET)[5]과 통합
- 1991년 1월 산업기술정보원(KINITI) 개원 (산업기술정보원법에 의거하여 국제경제연구원과 분리 독립)
- 1991년 2월 과학기술정보유통사업단 발족 (한국과학기술연구원 부설 시스템공학연구소 내 사업단으로 발족)
- 1993년 4월 연구개발정보센터(KORDIC)설립
- 1997년 1월 한국과학기술연구원 부설기관 승격 및 한국과학기술원 부설기관으로 소속 변경
- 1999년 1월 국무총리실 산하 연구회 체제로 개편 (정부출연연구원법에 의거하여 공공기술연구회로 소속 변경 및 독립)
- 1999년 10월 슈퍼컴퓨팅센터 인수 (한국전자통신연구원으로부터 이관)
- 2001년 1월 한국과학기술정보연구원(KISTI) 출범
- 2012년 9월 국가초고성능컴퓨팅센터 지조직

## 같이 보기
- 국가연구소대학교